# Лукманьєр
Лукманьєр (італ. Passo del Lucomagno, ромш. Cuolm Lucmagn) — перевал на висоті 1915 метрів у Швейцарських Альпах.
Дорога із громади Дізентіс/Муштер у кантоні Граубюнден проходить через долину Валь-Медель через перевал до долини Бленіо та міста Б'яска у кантоні Тічино. На північ від перевалу дорога проходить по східному берегу озера Сонча-Марія. Найбільша висота дороги становить 1973 метри у тунелі Лукманьєр довжиною 2 км вздовж озера. Однак перевалом Лукманьєр офіційно вважається точка на південному виході із тунелю з боку госпісу Святої Марії на висоті 1915 метрів.
Перевал відкритий узимку, проте тоді він закривається о 18:00.
Нижче перевалу, між ним та горою Піццо-делль-Уомо, проходить Готтардський базисний тунель.

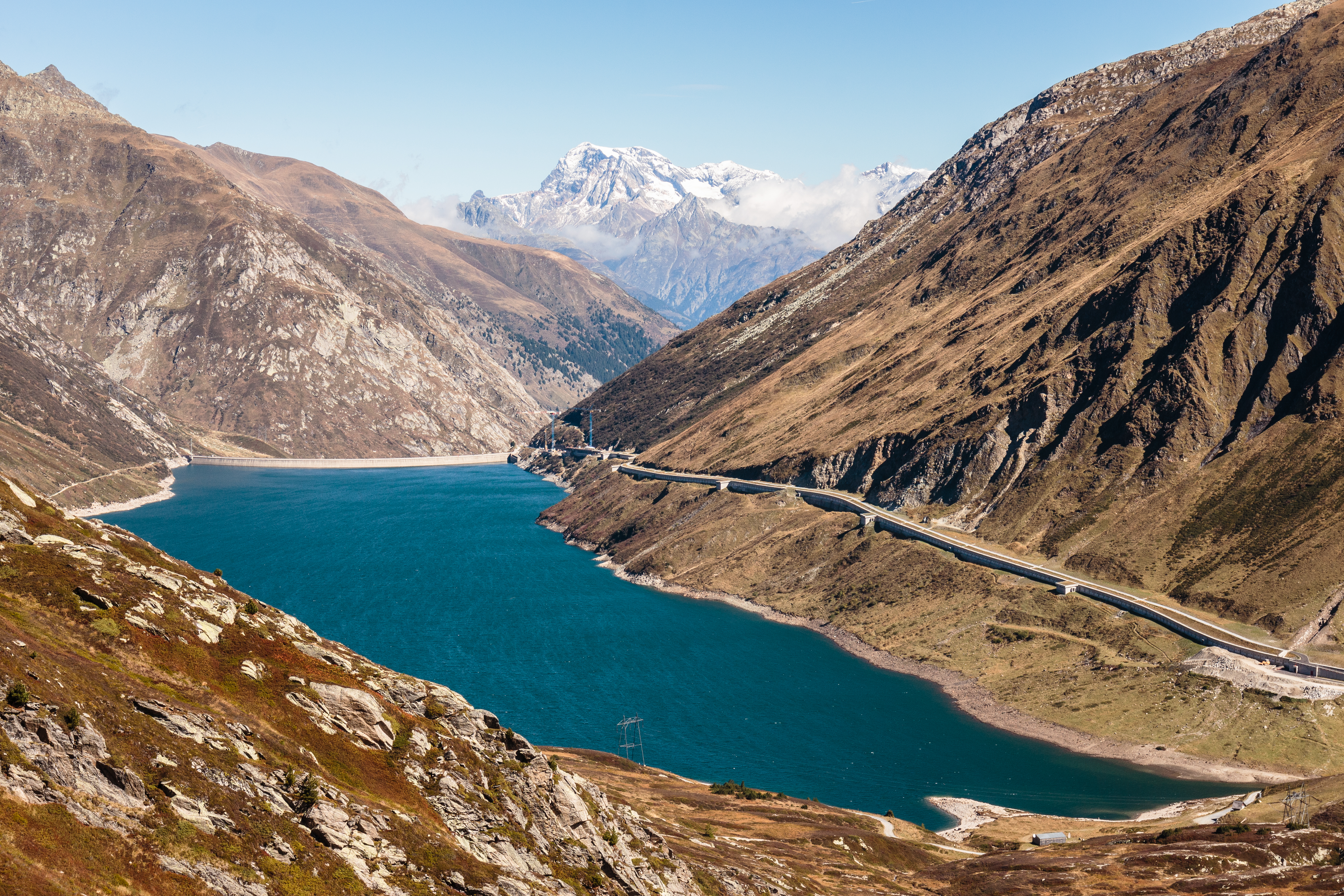
Перевал Лукманьєр, водосховище Лай-да-Сонча-Марія біля перевалу, Швейцарські Альпи, Граубюнден, Швейцарія